# دانشگاه ایالتی کالیفرنیا
دانشگاه ایالتی کالیفرنیا یا CSU (به انگلیسی: California State University)، یک سامانه دانشگاهی در ایالت کالیفرنیا کشور آمریکا است.

## اعضا
این سیستم دانشگاهی متشکل از ۲۳ شعبه است. همچنین آکادمی ماری تایم کالیفرنیا، مرکز مطالعات صحرایی، آزمایشگاه‌های دریایی ماس لندینگ، و رصدخانه مانت لاگونا از اعضای این سامانه‌اند. شعبات این سامانه عبارتند از:

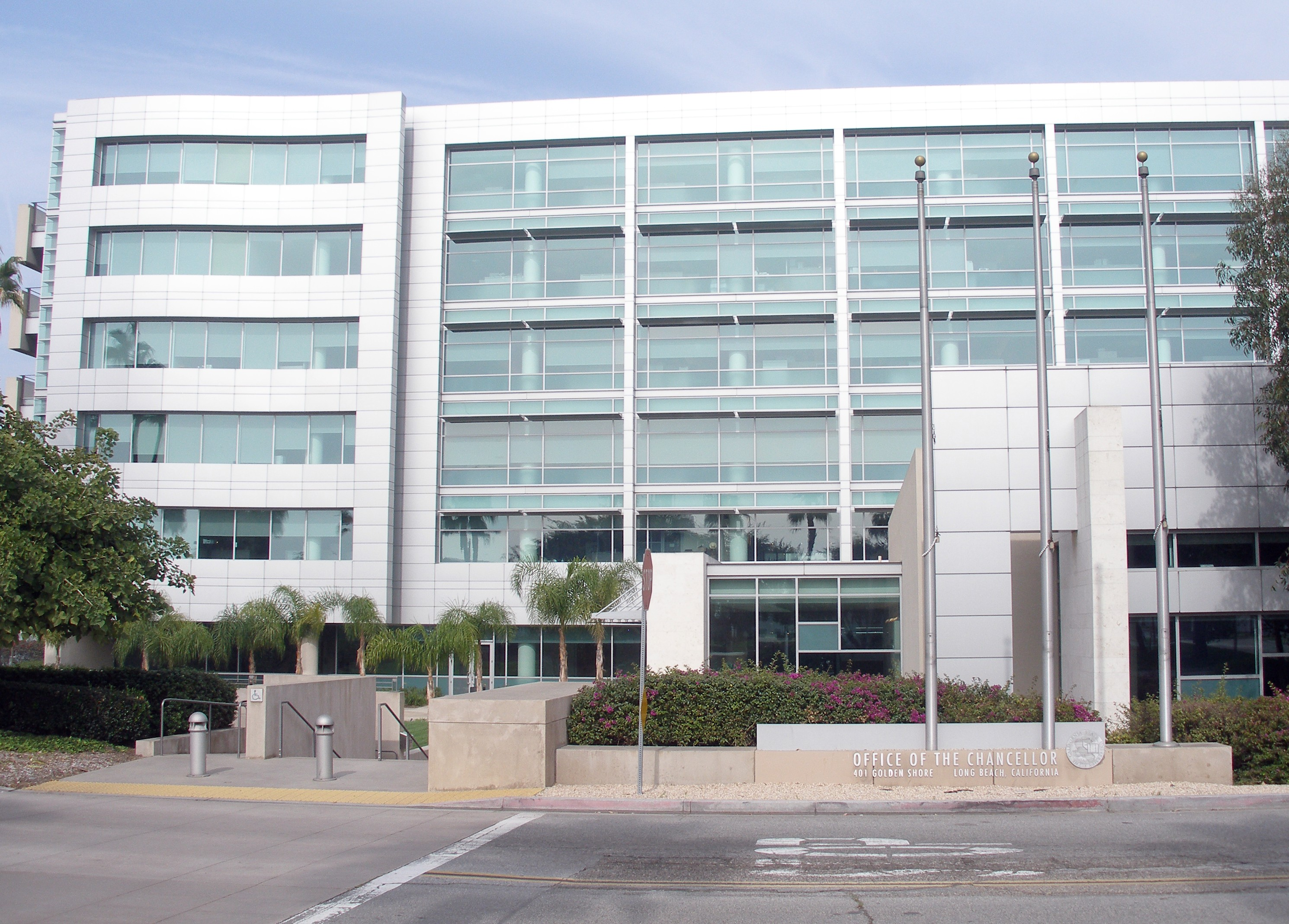
اداره مرکزی سازمان در لانگ بیچ

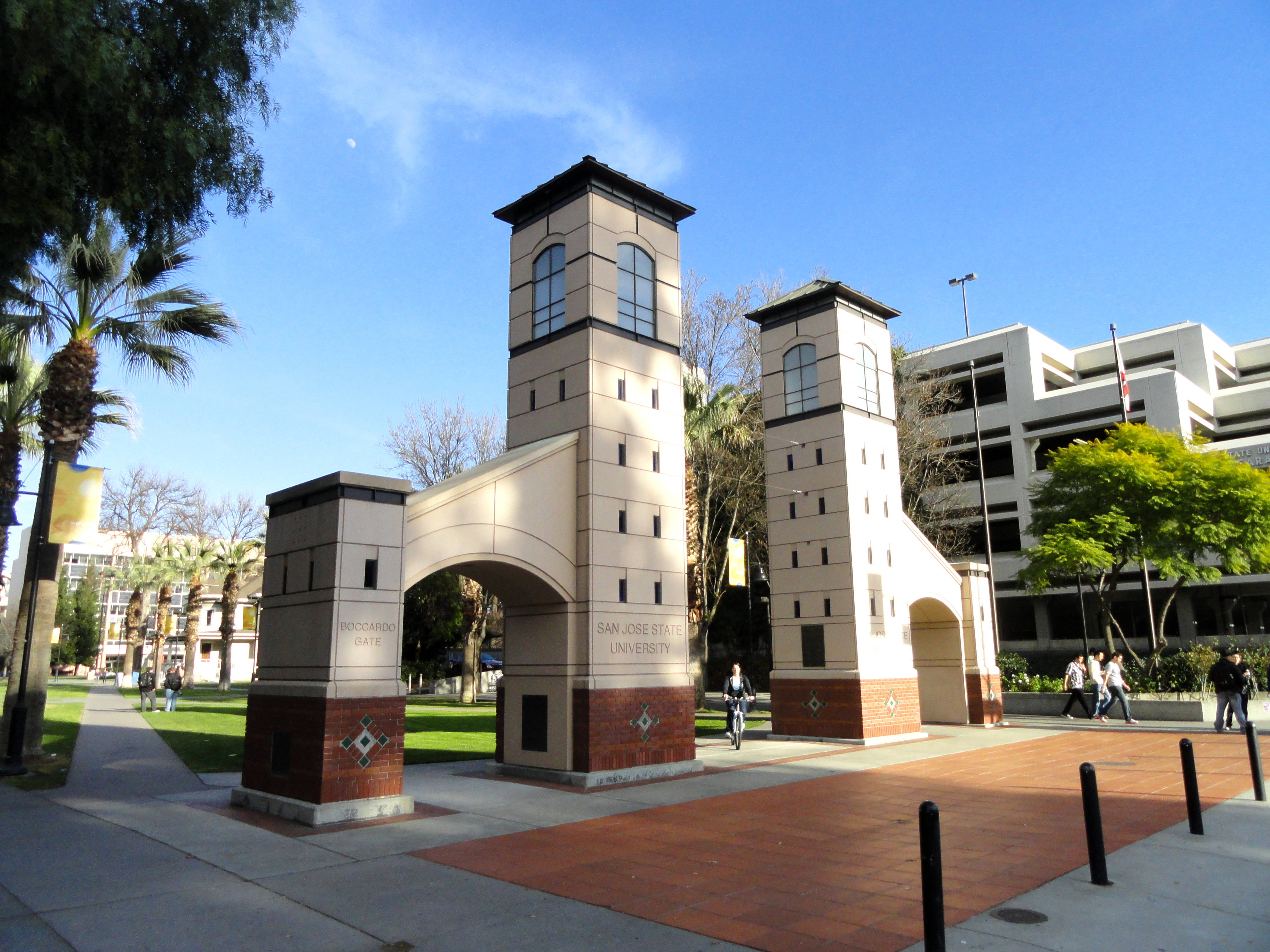
دانشگاه ایالتی سن خوزه
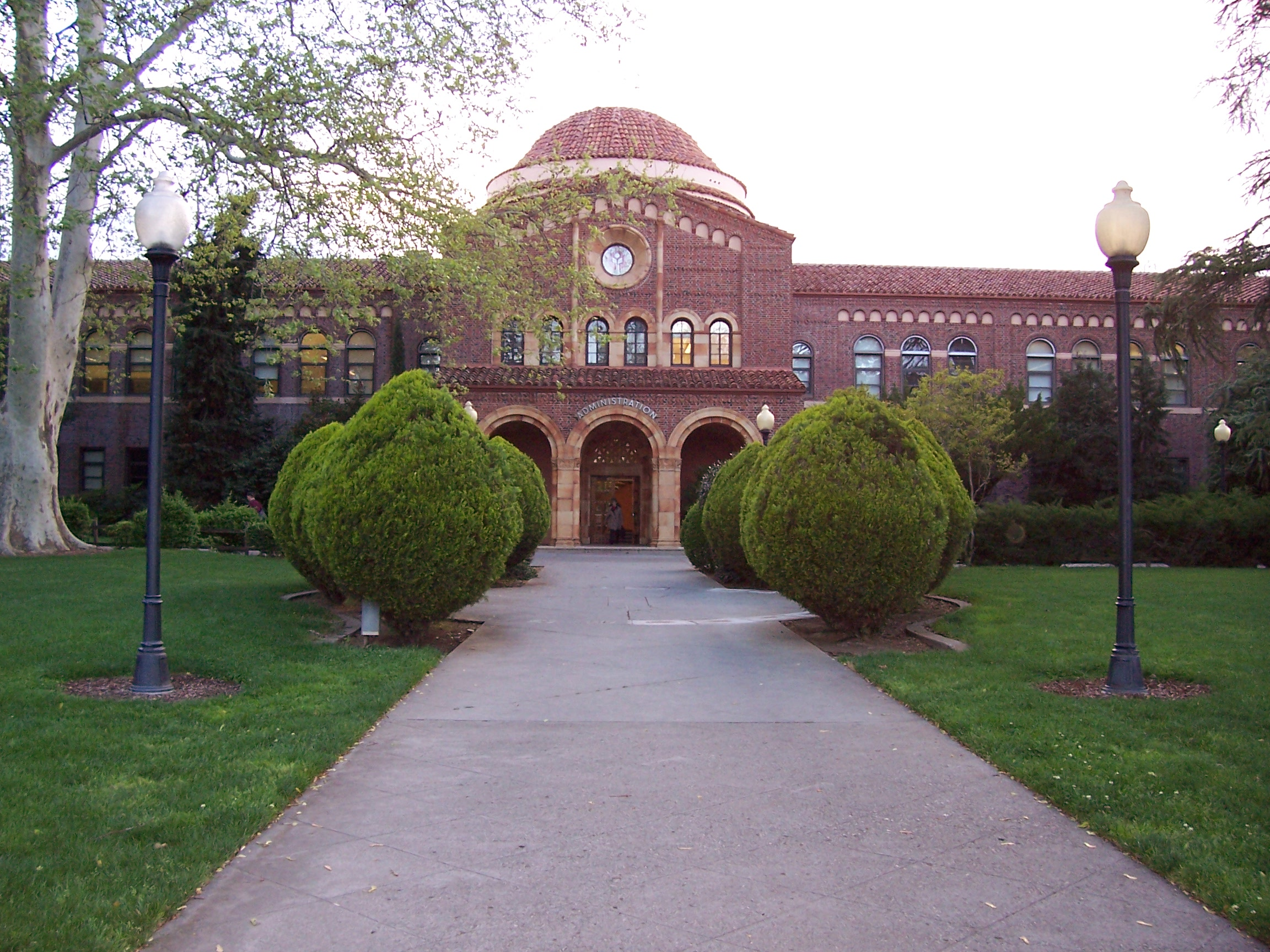
دانشگاه ایالتی کالیفرنیا در چیکو
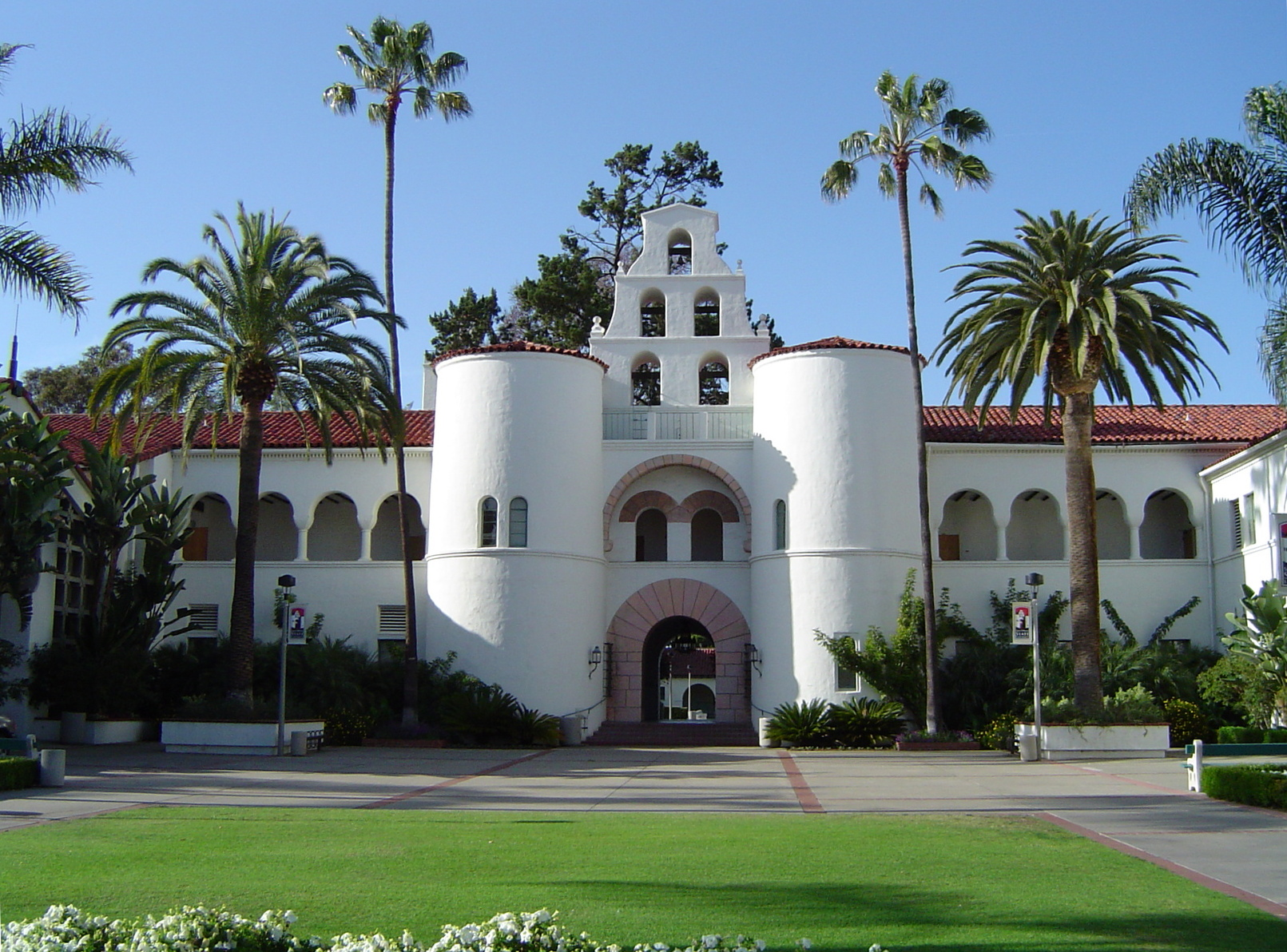
دانشگاه ایالتی سن دییگو
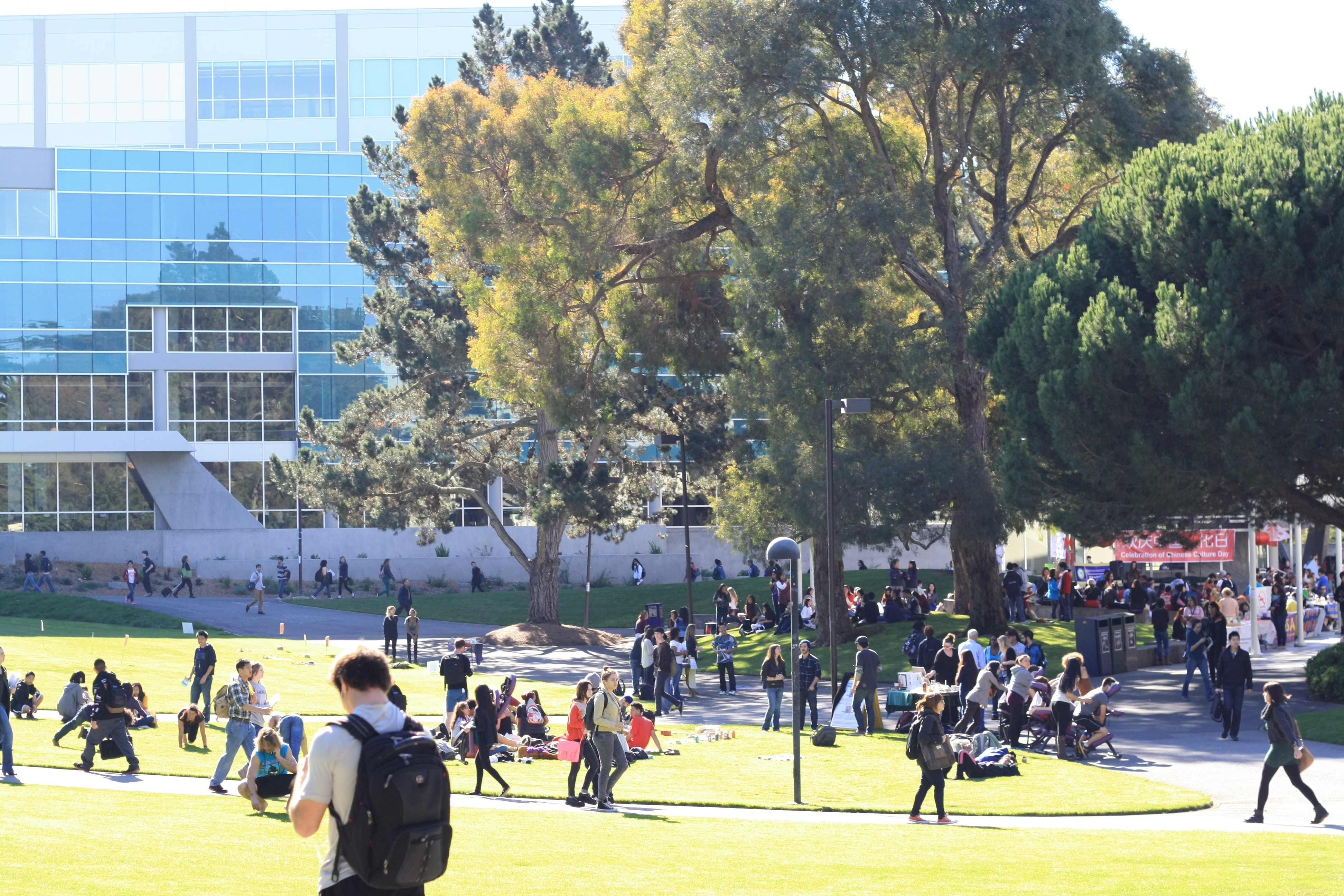
دانشگاه ایالتی سان فرانسیسکو
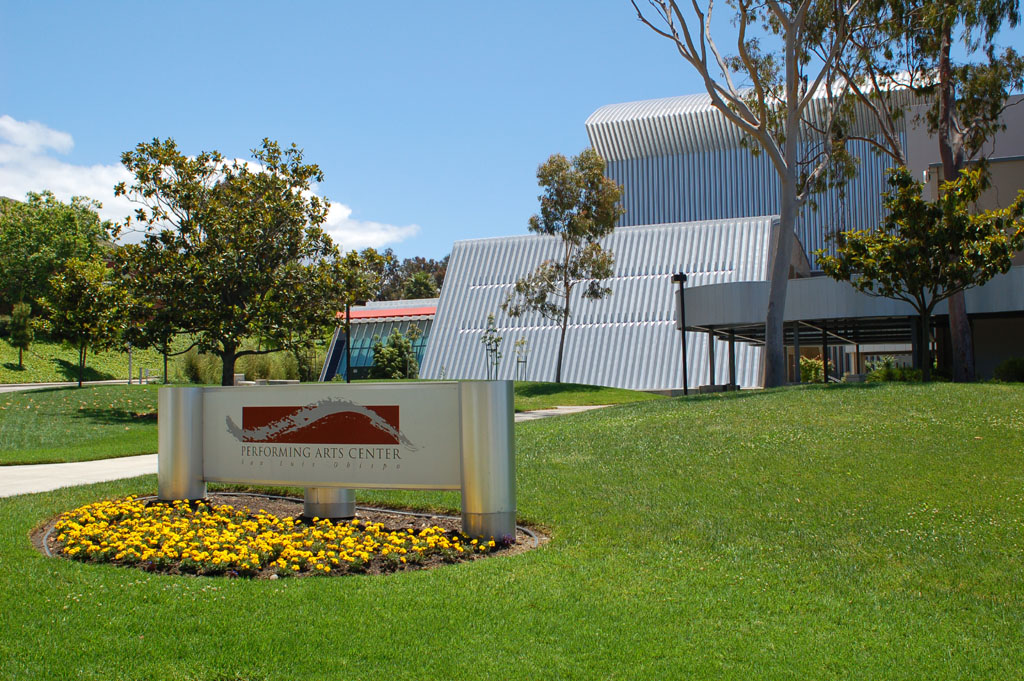
دانشگاه ایالتی کالیفرنیا در سن لوئی ابیسپو
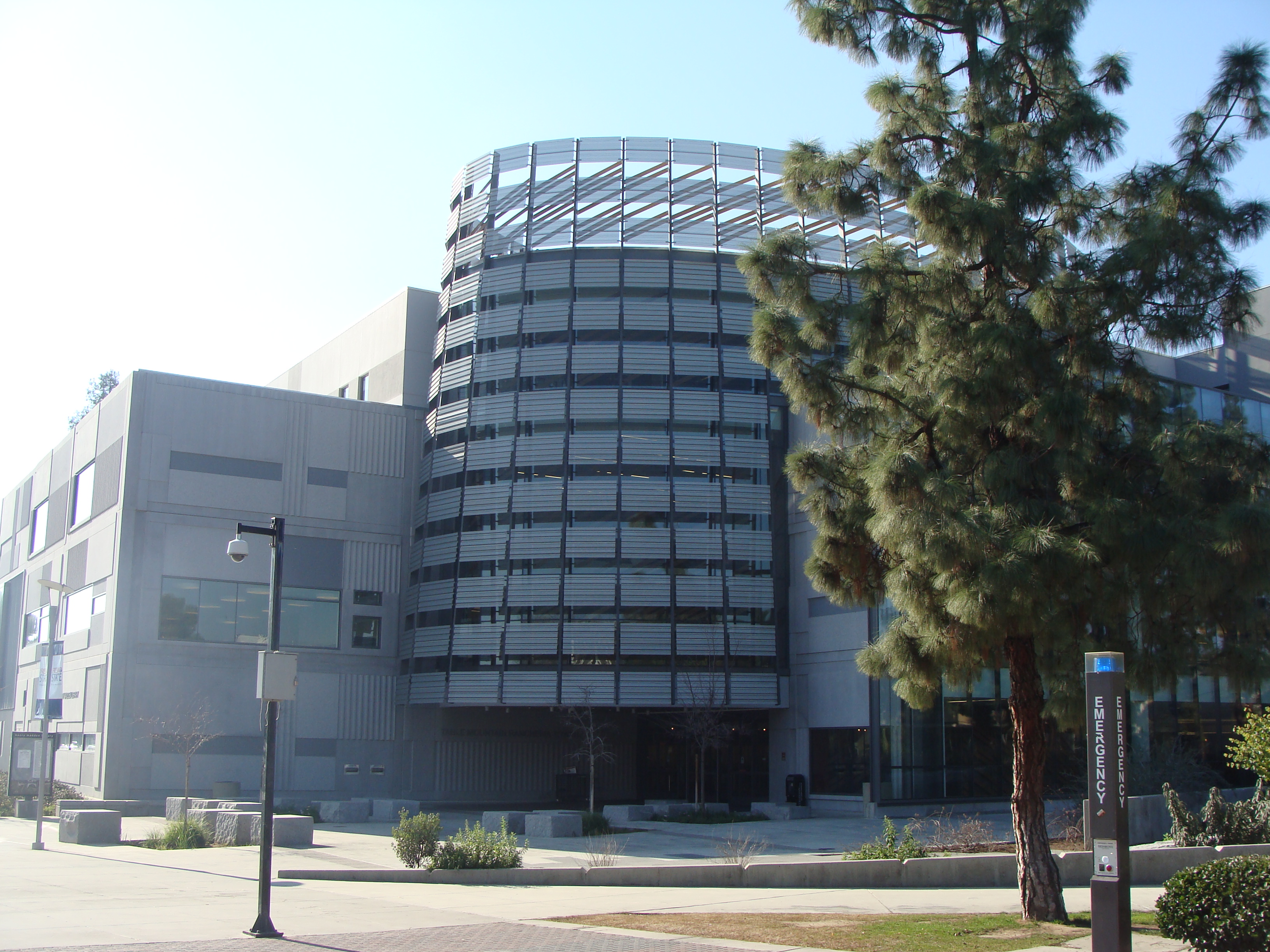
دانشگاه ایالتی کالیفرنیا در فرزنو
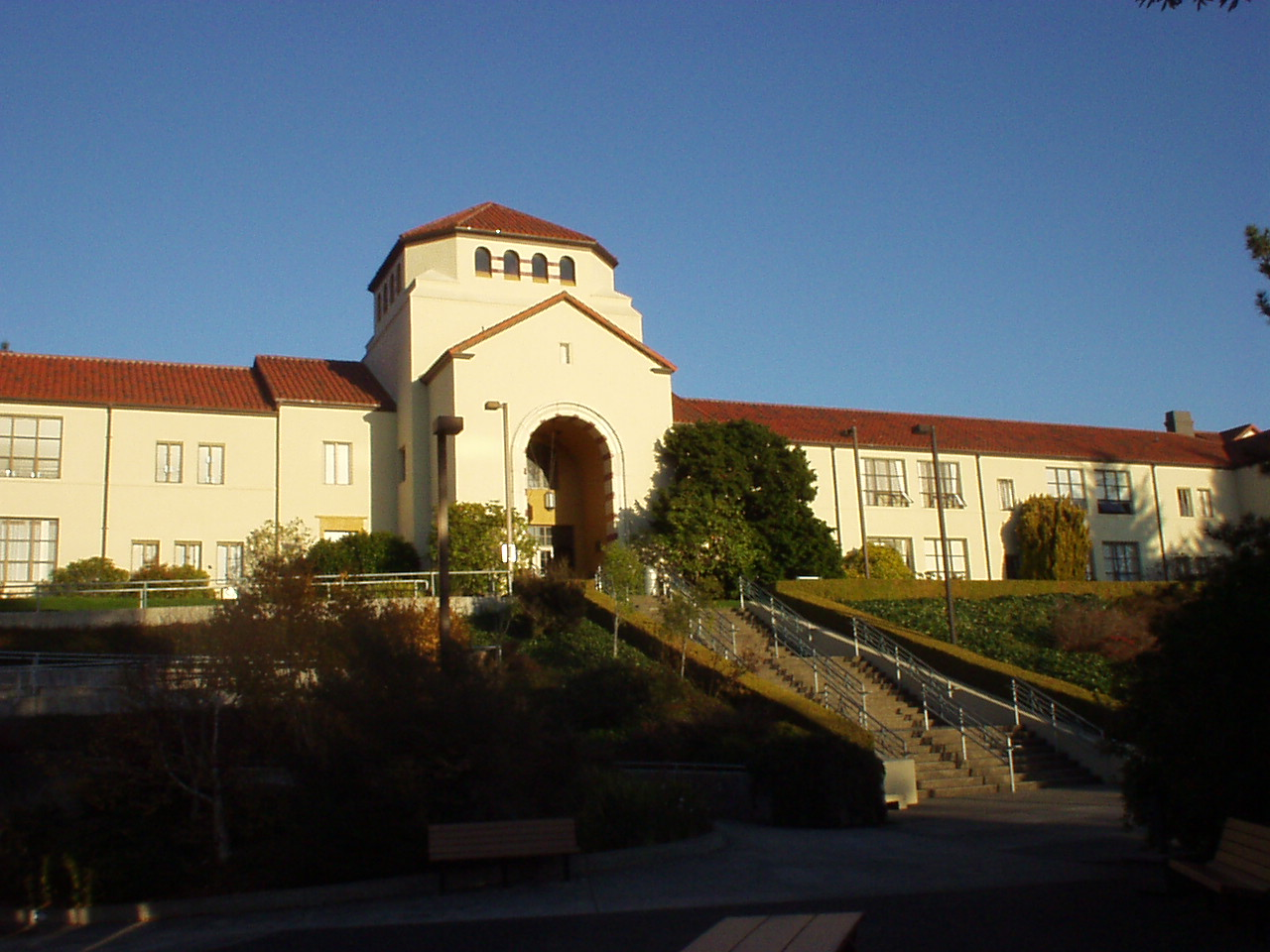
دانشگاه ایالتی کالیفرنیا در هامبولت
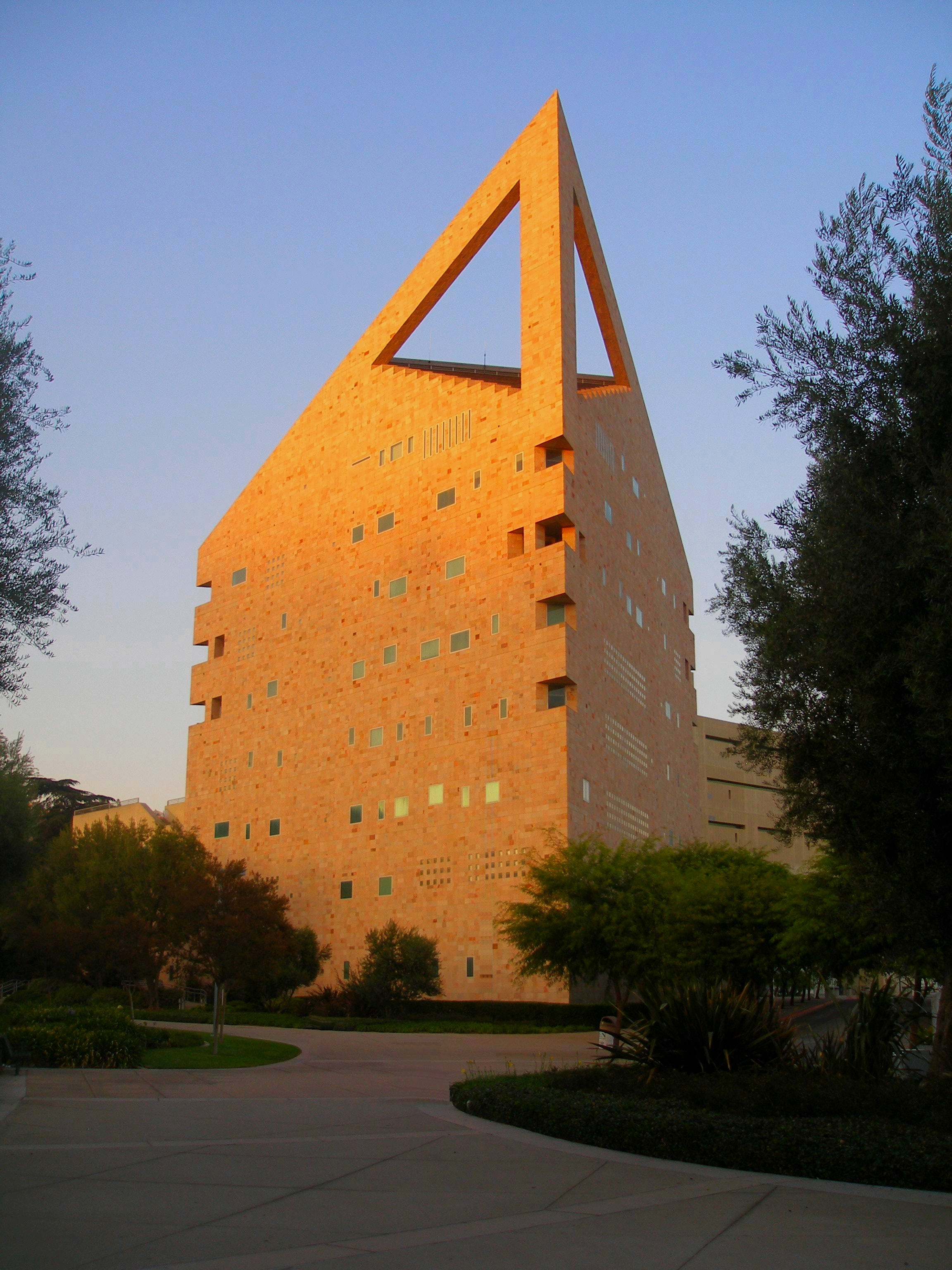
دانشگاه ایالتی پلی‌تکنیک کالیفرنیا، پومونا
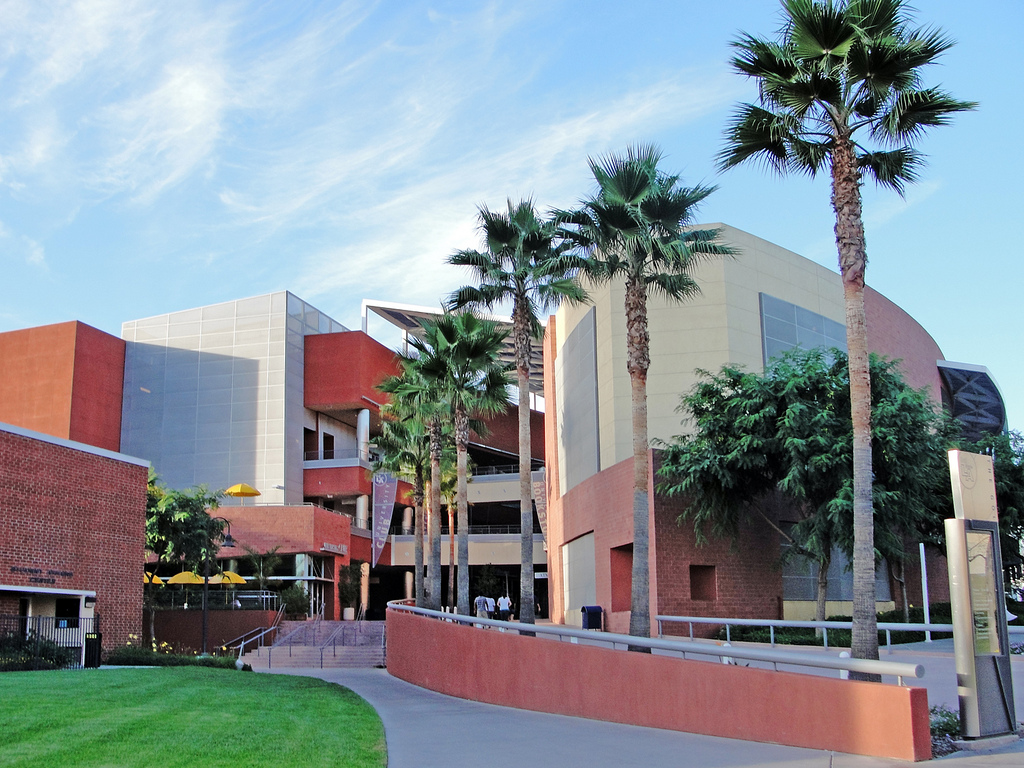
دانشگاه ایالتی کالیفرنیا در لس آنجلس
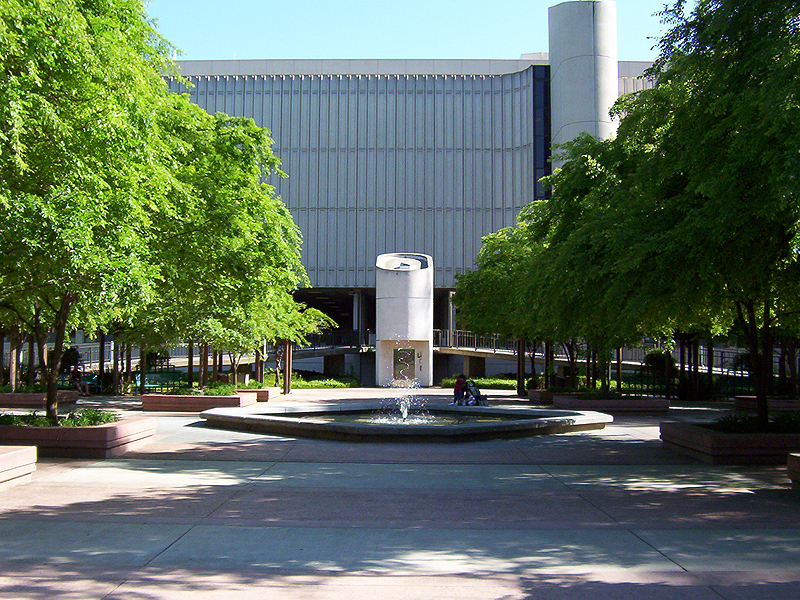
دانشگاه ایالتی کالیفرنیا در سکرمنتو
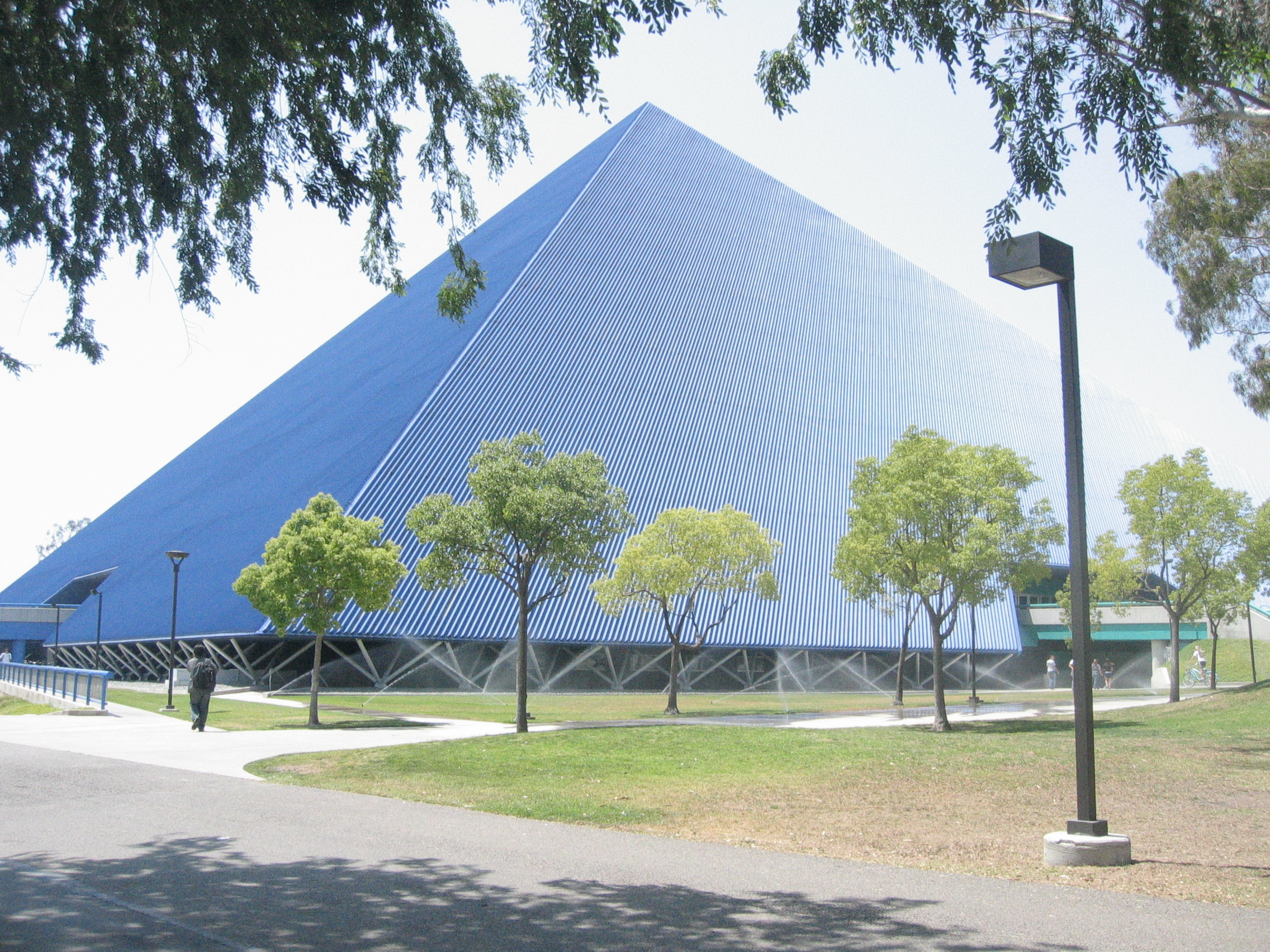
دانشگاه ایالتی کالیفرنیا، لانگ بیچ
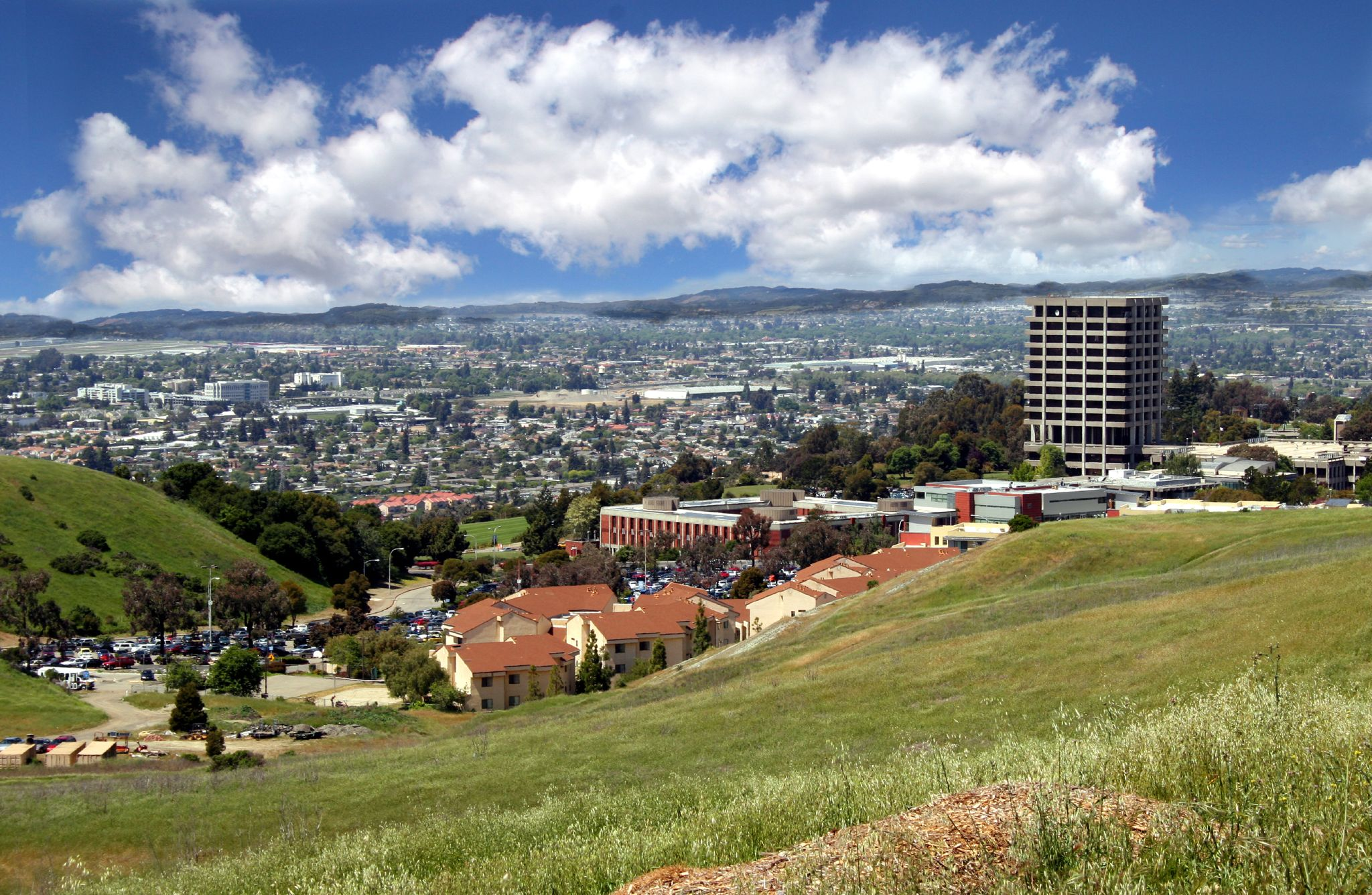
دانشگاه ایالتی کالیفرنیا در ایست بی
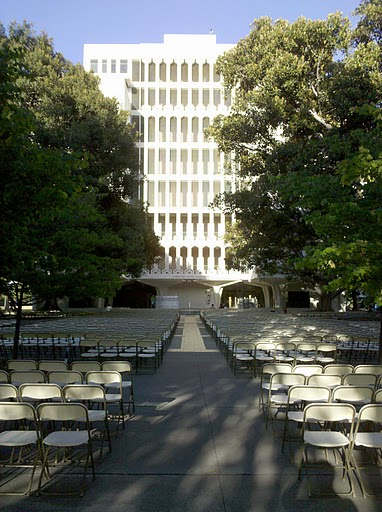
دانشگاه ایالتی کالیفرنیا در فولرتون
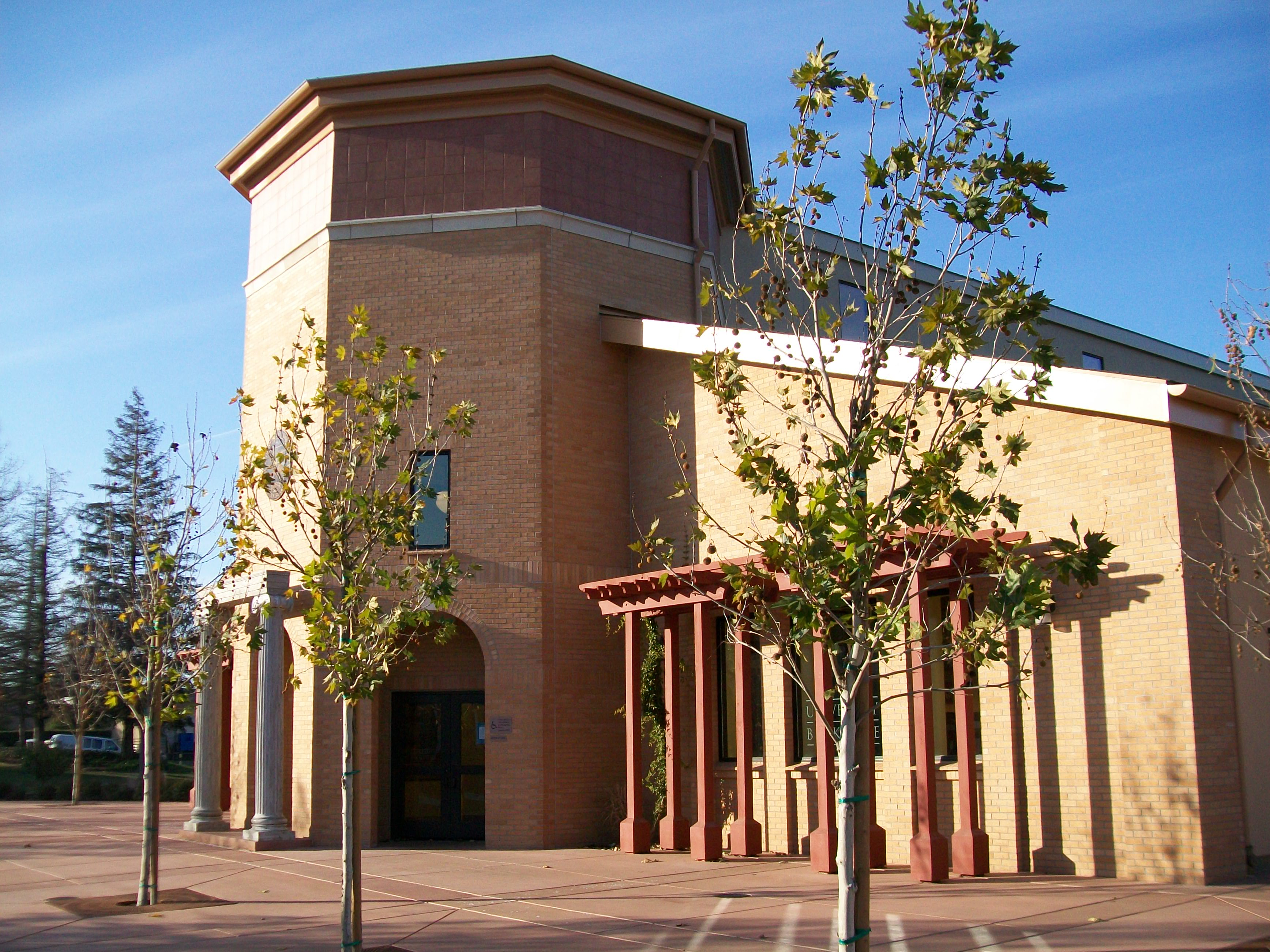
دانشگاه ایالتی کالیفرنیا، استنیسلاس
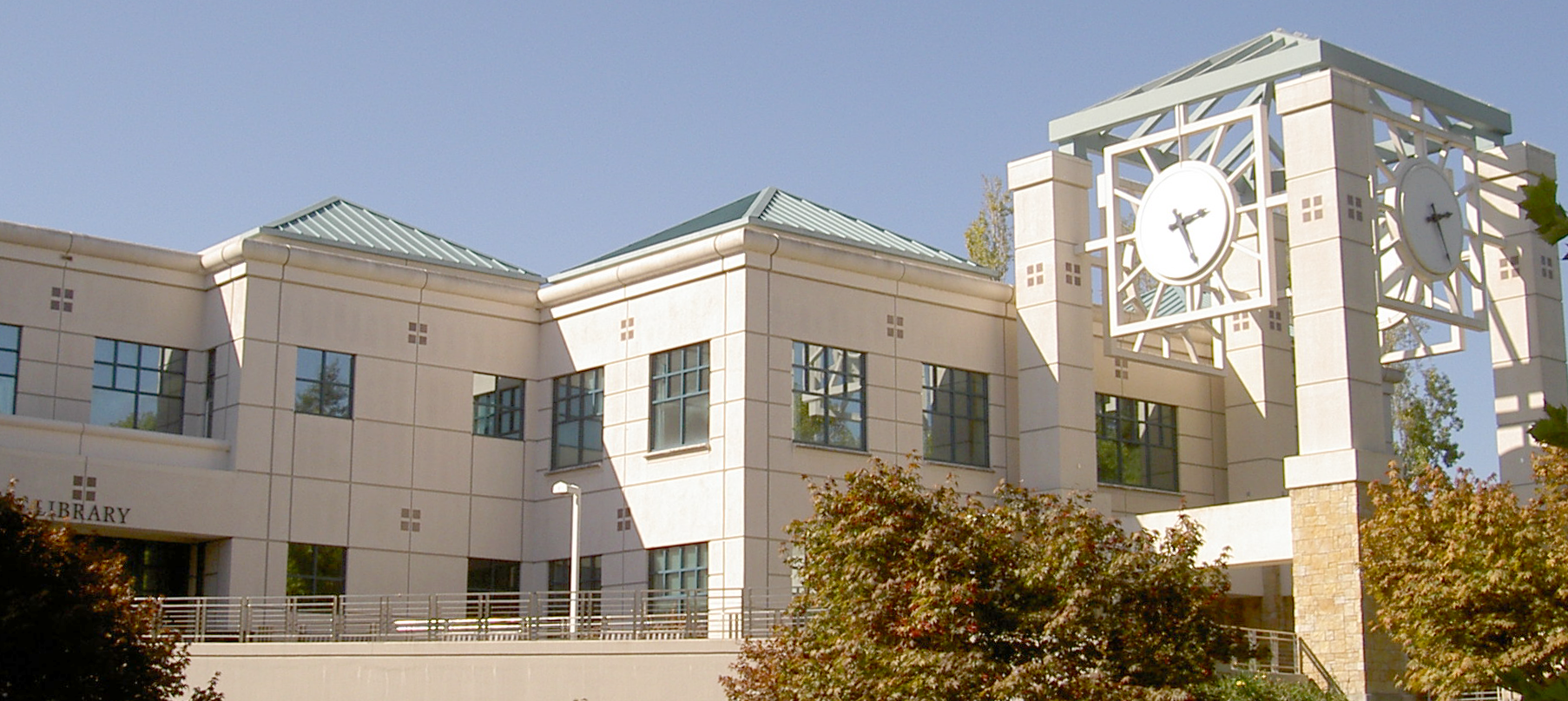
دانشگاه ایالتی سونوما در کالیفرنیا
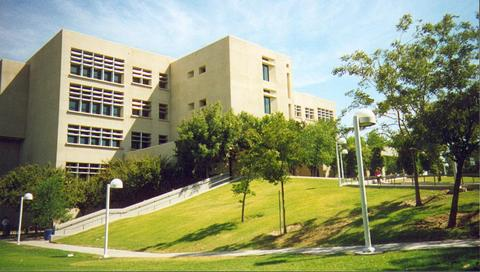
دانشگاه ایالتی کالیفرنیا در بیکرزفیلد
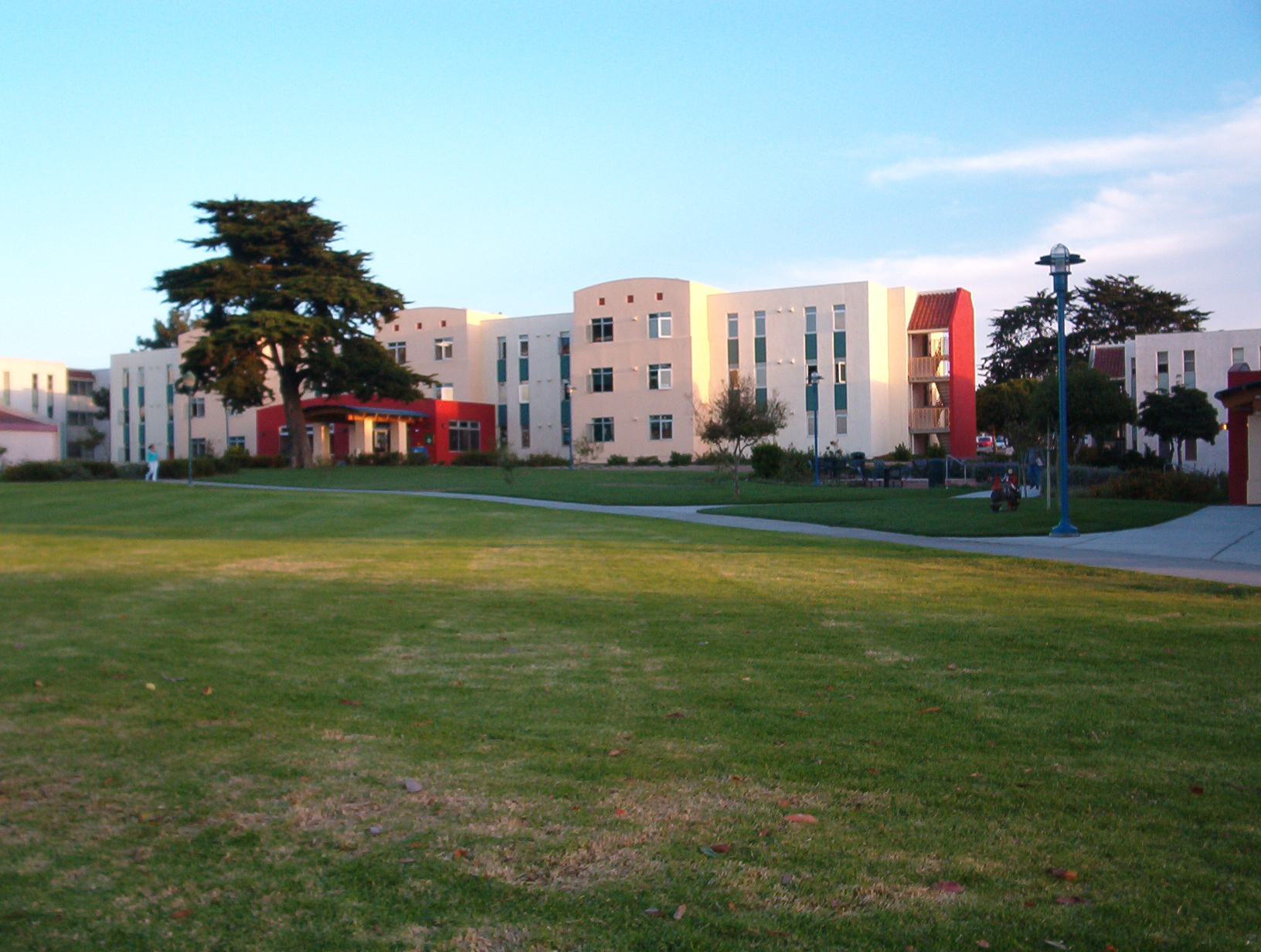
دانشگاه ایالتی کالیفرنیا در مونتری بی
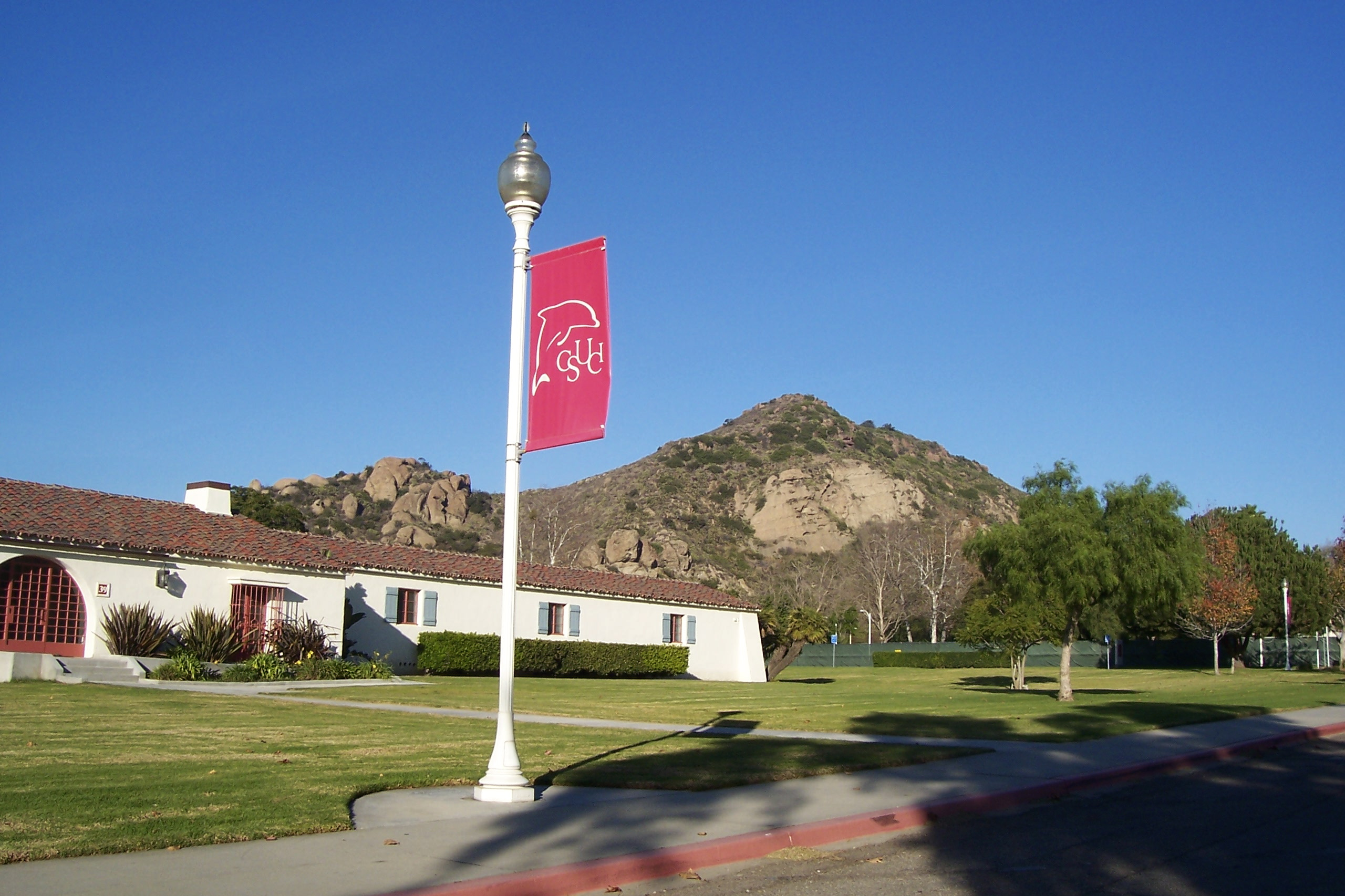
دانشگاه ایالتی کالیفرنیا در چنل آیلند
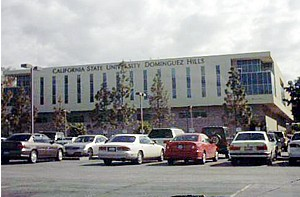
دانشگاه ایالتی کالیفرنیا در دومینگوئزهیلز
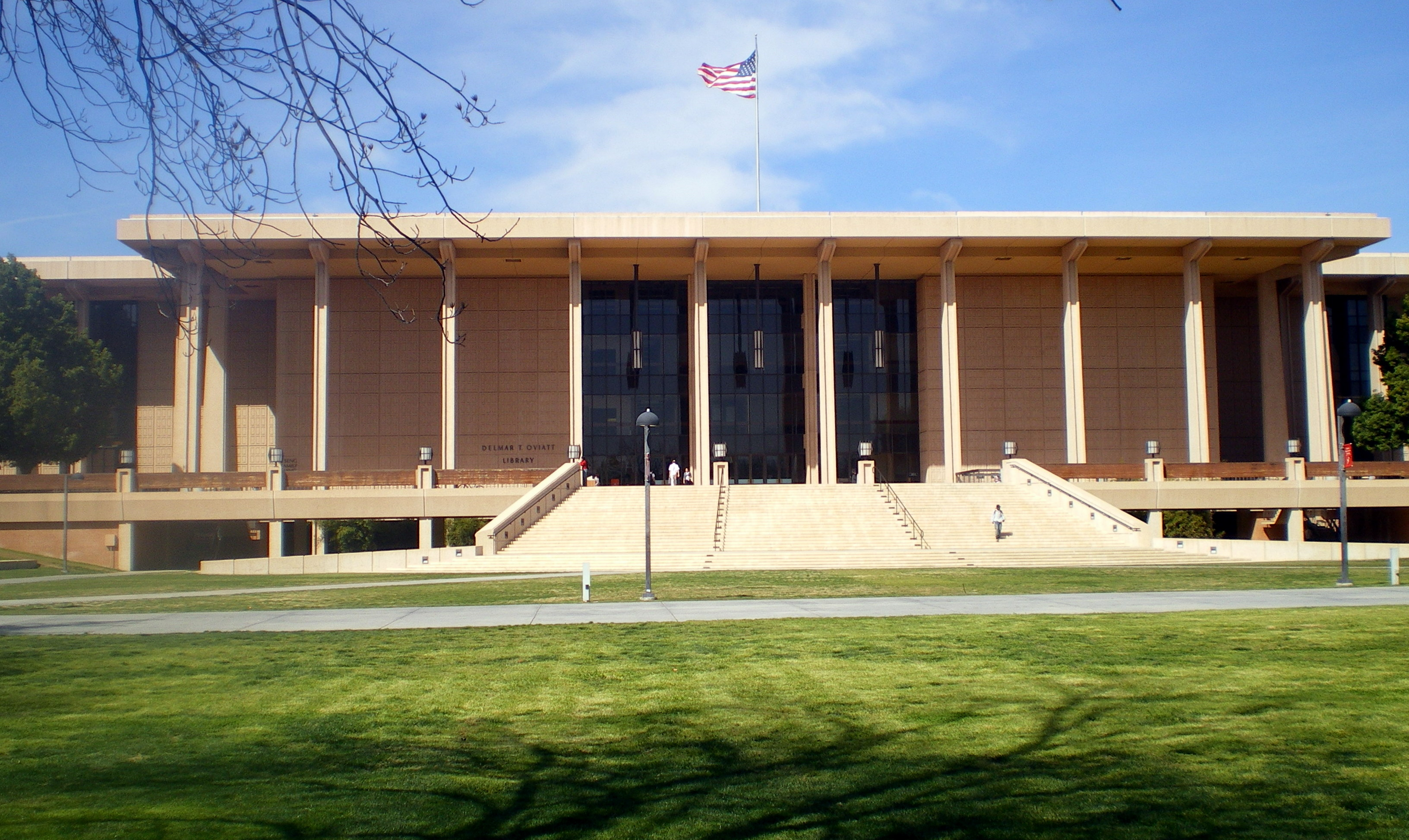
دانشگاه ایالتی کالیفرنیا در نورتریج
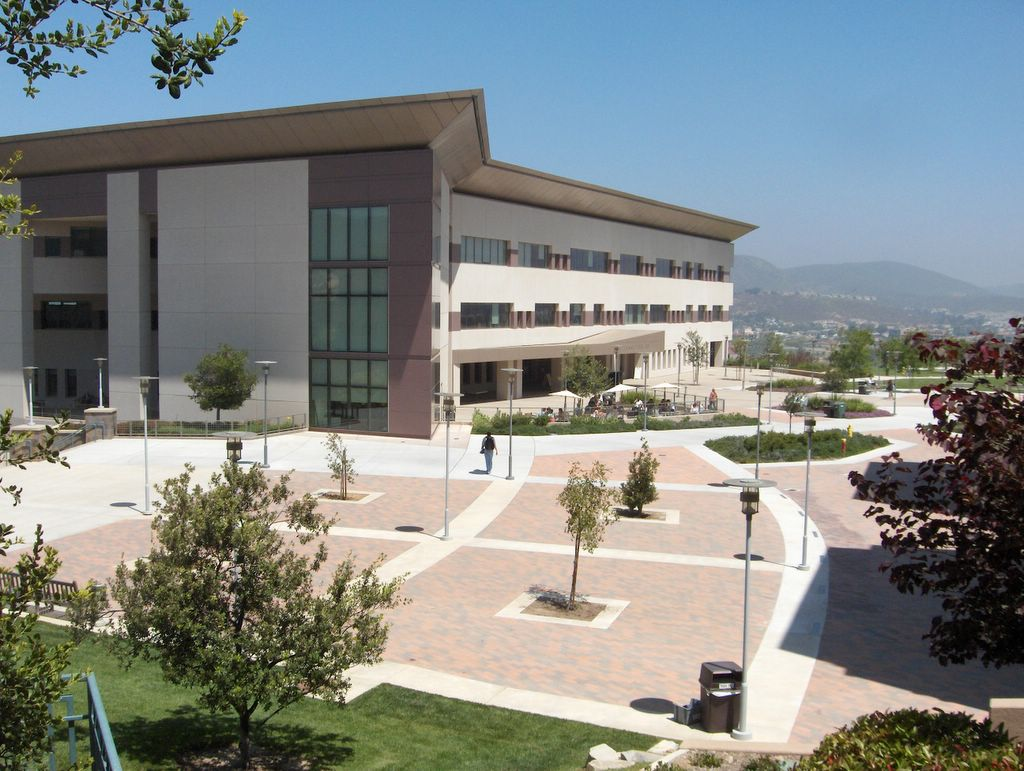
دانشگاه ایالتی کالیفرنیا در سن مارکوس

## آمار
دانشگاه ایالتی کالیفرنیا افزون بر ۴۱۴٬۰۰۰ دانشجو دارد که از این لحاظ بزرگ‌ترین سامانه دانشگاهی ایالات متحده است.